# Амарант жминда
Амара́нт жми́нда, или щири́ца жминда (лат. Amaránthus blítum), также амарант сизова́тый (Amaranthus lívidus) — однолетнее растение, вид рода Амарант (Amaranthus) семейства Амарантовые (Amaranthaceae).

## Описание

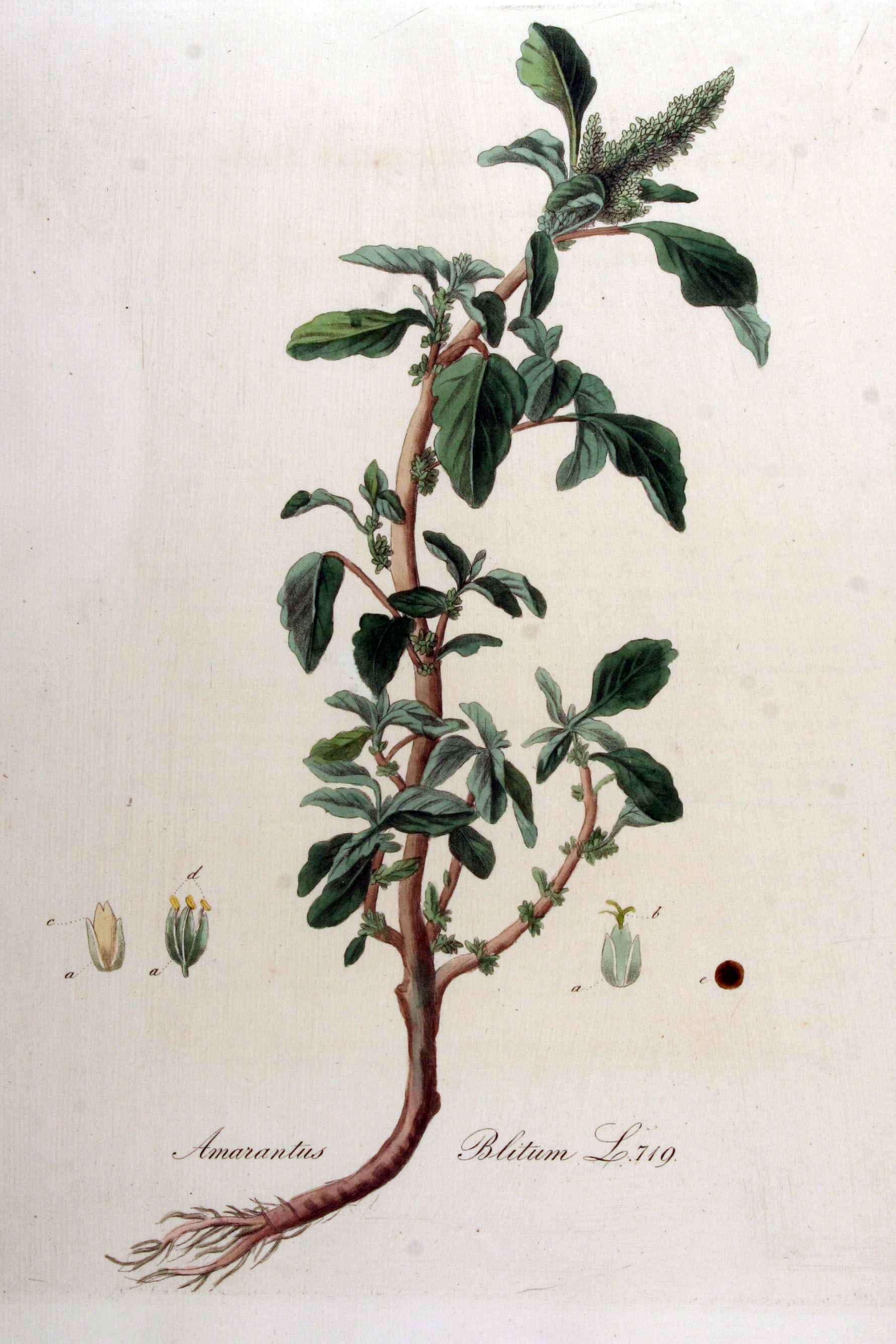
Ботаническая иллюстрация

Однодомное однолетнее травянистое растение до 1 м высотой. Стебли лежачие до прямостоячих, обычно сильно разветвлённые, голые или с рыхлыми простыми многоклеточными волосками, зелёные или коричневые.
Листья немного мясистые, зелёные или красноватые, 2—8 см длиной и 1—5 см шириной, ромбически-яйцевидные, с клиновидным или усечённым основанием, на верхушке с небольшой выемкой или притупленные. Черешки 1—4 см длиной.
Цветки в пазушных щитковидных пучках и в верхушечной метёлке разнообразной формы — от короткой и широкой до длинной и узкой, тогда часто разветвлённой. Прицветнички треугольно-яйцевидные, короче листочков околоцветника. Околоцветник представлен тремя листочками 1,5—2×0,2—0,4 мм, обыкновенно линейных, один из них (редко — два) в средней части с расширенной средней жилкой, два других — целиком плёнчатые.
Плод — нераскрывающаяся односемянная коробочка эллиптической до шаровидной формы. Семя лишь немного меньше гнезда коробочки.
Число хромосом — 2n = 34.
В пределах вида выделяются несколько подвидов, отличающихся главным образом размером плодов и семян. Наиболее мелкие семена (0,8—1,1 мм длиной) у A. blitum subsp. emarginatus, наиболее крупные (1,2—1,9 мм) у A. blitum subsp. oleraceus. У номинативного подвида A. blitum subsp. blitum семена 1,1—1,2 мм длиной.

## Экология и распространение
Номинативный подвид A. blitum subsp. blitum происходит из Средиземноморья (Южная Европа, Северная Африка), в настоящее время редко встречается в Северной Америке и Австралии. A. blitum subsp. emarginatus родом из тропической Америки, сейчас распространился по умеренным регионам Северной Америки и Европы. A. blitum subsp. oleraceus — культигенный таксон, возникший, по-видимому, в Европе, вне культивирования в настоящее время встречается крайне редко.
В Европе инвазивным является подвид A. blitum subsp. emarginatus, расселяющийся по прибрежным регионам. Признан инвазивным видом в Тувалу.

## Таксономия и систематика

### Синонимы
Гомотипные:
- Albersia blitum (L.) Kunth, 1823
- Amaranthus diffusus Dulac, 1867, nom. superfl.
- Amaranthus minor Gray, 1821, nom. superfl.
- Blitum majus Scop., 1772, nom. nov.
- Euxolus blitum (L.) Gren., 1869
- Glomeraria blitum (L.) Cav., 1803

Гетеротипные:
- Albersia livida (L.) Kunth, 1823
- Albersia oleracea (L.) Kunth, 1823
- Amaranthus ascendens Loisel., 1810
- Amaranthus ascendens var. oleraceus (L.) Thell. ex Priszter, 1953
- Amaranthus ascendens var. polygonoides (Moq.) Thell., 1912
- Amaranthus emarginatus Salzm. ex Uline & W.L.Bray, 1894
- Amaranthus lividus L., 1753
- Amaranthus lividus var. ascendens (Loisel.) Thell. ex Hayw. & Druce, 1919
- Amaranthus lividus var. polygonoides (Moq.) Thell. ex Druce, 1920
- Amaranthus mucronatus Poir., 1810
- Amaranthus oleraceus L., 1753
- Blitum lividum (L.) Moench, 1794
- Euxolus lividus (L.) Moq., 1849
- Euxolus lividus var. polygonoides Moq., 1849
- Euxolus oleraceus (L.) Moq., 1849
- Galliaria ascendens (Loisel.) Bubani, 1897
- Glomeraria livida (L.) Cav., 1803
- Glomeraria oleracea (L.) Cav., 1803

и другие.